# Handbal Club Rhino Turnouth
Maillots
Le HC Rhino est un club belge de handball, situé à Turnhout. Le club possède une équipe féminine, très réputé, elle évolue actuellement en première division nationale, le club possède également une équipe homme, moins performante, qui évolue quant à elle en Liga Est.
Le HC Rhino, est actuellement un des meilleurs club de Belgique avec le DHW Antwerpen, le Fémina Visé, le HB Sint-Truiden.
Le HC Rhino a également remporté une Coupe de Belgique en 2012.

## Histoire
Le HC Rhino anciennement le Technico Turnhout, fut fondé en 1976, les dames évolue depuis la saison  2006-2007 en Division 1.
En 2012, le HC Rhino remporte sa première Coupe de Belgique.

## Parcours

### Parcours
| Saison    | Division 1 | Coupe de Belgique |
| --------- | ---------- | ----------------- |
| 2008-2009 | 6          | ?                 |
| 2009-2010 | 4          | ?                 |
| 2010-2011 | 4          | ?                 |
| 2011-2012 | 2          | V                 |
| 2012-2013 | 5          | V                 |
| 2013-2014 | .          |                   |

## Palmarès
- coupe de Belgique (1): 2012